# Relations entre le Cambodge et la France
Les relations entre le Cambodge et la France s’exercent entre un État d’Asie du Sud-Est, le Cambodge et un autre, principalement européen, la République française, qui avait en outre exercé un protectorat sur le premier, de 1863 à 1953.
Elles sont structurées autour de deux ambassades, une à Phnom Penh, l’autre à Paris, ainsi que par des consulats à Lyon, Toulouse, Siem Reap et Sihanoukville.

## Historique
La première trace de contact entre les deux pays semble être la lettre écrite par le roi khmer Ang Duong en 1853 à l’empereur des Français Napoléon III à qui il proposait un traité d’amitié en vue de se défaire des tutelles siamoises et annamites. Il faudra attendre 1856 pour que Charles de Montigny, consul de France à Shanghai vienne proposer une alliance commerciale. Vexé par le temps de réponse et par le fait que le diplomate avait déjà prévenu de sa démarche la cour de Bangkok qui avait demandé au souverain khmer de refuser l’offre, aucune suite ne sera donnée à la demande française. Finalement, Montigny se contentera de négocier avec le Siam afin de s’assurer sa neutralité lors de l’intervention d’un corps expéditionnaire français en Annam.
En 1860, Norodom 1er, un des fils d’Ang Duong, succède à son père sur le trône. Désireux lui aussi de desserrer l’étreinte de ses voisins de l’ouest, il décide de se rapprocher des Français qui sont en train d’investir la Cochinchine et espèrent pouvoir utiliser le Mékong pour trouver un débouché vers la Chine.
Un traité de protectorat est signé le 11 août 1863, qui garantit notamment une aide française en cas d’agression extérieure en échange du droit pour les ressortissants français de s’installer et de la liberté de pratiquer la religion chrétienne. Norodom s’apercevra, mais un peu tard, que certaines autres clauses étaient beaucoup plus contraignantes et les relations entre le monarque et les nouveaux protecteurs du Cambodge tournent rapidement à l'aigre.
Malgré plusieurs tentatives des résidents généraux de le déposer, les autorités coloniales françaises devront attendre le décès de Norodom en 1904 pour le remplacer par son demi-frère Sisowath puis, en 1927 par Sisowath Monivong, le fils de ce dernier, qui seront tous deux plus conciliant avec eux.
Les choses changeront après l’avènement, en 1941, de Norodom Sihanouk, le petit-fils de Monivong. Ce sera tout d’abord l’affaiblissement du protecteur français à la suite de la débâcle de 1940 en métropole qui encouragera la montée des nationalismes, puis en 1945, le coup de force japonais qui démantèlera pour quelques mois l’administration coloniale sans que la France ne puisse s’y opposer.
Ce sera ensuite l’indépendance que le jeune monarque arrivera à faire concéder à la France. En cette occasion il se présentera comme une alternative à la guérilla communiste qui essayait d’arracher l’autonomie par les armes alors que Sihanouk promettait, si on lui permettait d’arriver aux mêmes desseins par la négociation, de veiller à ce que son pays reste proche de la France « pour les 90 prochaines années ». Si la durée de cette période devra être revue à la baisse depuis, les relations entre les deux pays demeurèrent au beau fixe jusqu’en 1975 et le repli du pays sur lui-même ordonné par le régime khmer rouge.
Paradoxalement, les ressortissants français seront plus nombreux au Cambodge dans les années 1960 que pendant le protectorat. Ainsi, en 1964, il y avait à peu près 6 000 français au Cambodge, soit deux fois plus qu’avant l’indépendance.
La première raison, quand bien même l’idée d’une « colonisation sans heurts » prête à contestation, tient au nombre réduit de contentieux hérités de la période coloniale.
Le seul différend notable concerne l'ancienne Cochinchine où une part importante des populations khmères sur place refusent toujours de reconnaître l’annexion de ces anciennes régions cambodgiennes par l’empereur annamite Minh Mạng au début du XIXe siècle et datent leur incorporation au rattachement opéré en 1949 par les autorités françaises au profit du Viêt Nam.
En contrepartie, une autre idée qui bien qu'également sujette à caution est largement répandue voudrait que l’intervention française des années 1860 ait mis un terme à un processus de partage du Cambodge entre le Siam et l’Annam qui aurait conduit à la disparition à court terme du royaume khmer.
Enfin, il convient de rajouter à tout cela la volonté de Norodom Sihanouk de maintenir un lien fort avec l’ancienne puissance coloniale afin de contrer l’influence américaine dont le monarque avait du mal à accepter les discours moralisateurs de ses dirigeants.
L’apogée des relations entre le régime de Norodom Sihanouk et Paris sera la réception fastueuse du Général de Gaulle en 1966 au Cambodge au cours de laquelle ce dernier prononcera un discours au stade olympique de Phnom Penh dans lequel il affirma son soutien à la politique de non-alignement prônée par le prince.
Lors de la déposition de Norodom Sihanouk en mars 1970, la France avait accepté la demande d’asile politique que le monarque déchu lui fit, avant que celui-ci ne décide finalement de prendre la tête de la lutte contre ses adversaires depuis Pékin. Essentiellement pour préserver les intérêts que certains de ses ressortissants et sociétés avaient acquis dans les plantations d’hévéas de l’est du pays, les autorités françaises décidèrent de maintenir la présence française au Cambodge au prétexte qu’il s’agissait non d’une reconnaissance d’un régime mais d’un État. Dans le même temps, une représentation du Gouvernement royal d'union nationale du Kampuchéa de Sihanouk pouvait néanmoins ouvrir à Paris. Toutefois, malgré les demandes répétées du prince, l’ancienne puissance coloniale conservera ses relations diplomatiques avec la République khmère jusqu’à la chute de cette dernière, et l’ambassade de France sera la dernière légation à fermer ses portes à Phnom Penh en 1975.
Les relations seront rompues du temps du Kampuchéa démocratique, puis la France, comme l’ensemble des pays occidentaux, ne reconnaîtra pas la République populaire du Kampuchéa. Des contacts informels auront toutefois lieu dès le début des années 1980 par le biais de l’École française d'Extrême-Orient et d’organisations humanitaires.
Dans le même temps, la France participe au processus devant mettre un terme à la guerre civile cambodgienne, notamment en organisant à Fère-en-Tardenois la première rencontre entre Hun Sen, le premier ministre du gouvernement de Phnom Penh et le prince Norodom Sihanouk, dirigeant au moins nominal de la rébellion, puis, le 23 octobre 1991, la signature des accords de paix à Paris. Cette implication allait se poursuivre sur le terrain avec les opérations de maintien de la paix, d’abord la Mission préparatoire des Nations unies au Cambodge (MIPRENUC) commandée par le général français Michel Loridon, puis l’Autorité provisoire des Nations unies au Cambodge (APRONUC) où la France fournira 15 000 des quelque 150 000 « casques bleus » déployés.
Le français dispose alors d’une certaine aura et est la seconde langue administrative du pays derrière le khmer ; l’ensemble des formulaires sont rédigés dans ces deux langues. Cette prédominance va néanmoins rapidement s’estomper. Ce seront d’abord les entreprises françaises, qui se montreront réticentes à investir sur un marché cambodgien qui semblait n’offrir que des perspectives limitées. Dans le même temps, les pays anglo-saxons et ceux de l’ASEAN imposeront leur modèle et la langue anglaise dans les projets de reconstruction qui leur seront attribués, limitant d’autant l’attractivité dont aurait pu bénéficier l’ancienne puissance coloniale.
De nos jours, l’influence française semble essentiellement cantonnée dans le secteur de la santé, où l’hôpital Calmette (en) et l’institut Pasteur semble les exemples les plus notables de la coopération franco-khmère, ainsi que dans celui de la restauration des monuments angkorien où l’École française d'Extrême-Orient reste une référence en la matière.

## Migrations
La France compte environ 80 000 personnes d’origine khmère. Cette diaspora, la deuxième en nombre derrière celle des États-Unis, provient essentiellement de réfugiés qui ont fui les conséquences des divers bouleversements politiques qu’a connus le Cambodge dans les années 1970.
Dans le même temps, en 2013, 4 500 personnes de nationalité française étaient enregistrés comme résidents à l’ambassade de France au Cambodge, soit deux fois plus que dix années auparavant.

## Relations politiques
De nos jours, les relations entre les deux pays sont gérées par un « document d’orientation pour la coopération bilatérale », signé lors de la visite à Paris de Hor Namhong, ministre des affaires étrangères cambodgien, le 1er octobre 2010. L'objectif de cet accord vise à aider la Cambodge à accéder au statut de pays à revenus intermédiaires à l'horizon des années 2020.
En ce qui concerne la coopération, l’essentiel de l’aide est fournie par l’Agence française de développement (AFD) qui agit essentiellement dans les secteurs de l'agriculture, des infrastructures, du soutien au secteur productif et de la formation professionnelle.
En janvier 2024, le nouveau premier ministre du Cambodge Hun Manet, fils de son prédécesseur Hun Sen, se rend à Paris et rencontre le président français Emmanuel Macron au palais de l'Élysée.

## Relations économiques
En 2013, la balance commerciale entre les deux pays était largement en faveur des exportations cambodgiennes qui s’élevait à 296 millions d’euros (essentiellement dans le textile) alors que dans le même temps, les importations françaises vers le royaume khmer se limitaient à 6,2 millions (principalement des produits alimentaires et pharmaceutiques).
En janvier 2024, la rencontre entre les chefs d'État des deux pays Emmanuel Macron et Hun Manet leur permet de conclure des projets bilatéraux dans les secteurs des transports, de l'énergie, de l'eau et des infrastructures. Le groupe Accor, en collaboration avec le conglomérat Ocic annonce par la même occasion le lancement d'un nouvel hôtel Ibis Budget à Phnom-Pehn. Des contacts ont également lieu avec Alstom côté transport, et avec TotalEnergies pour des stations-service à Phnom Penh ; des projets qui permettant à la France de relever sa part des IDE dans le pays qui n'était que de 0,5 % en 2022.